# بوبوشیناتس
بوبوشیناتس (به صربی: Bubušinac) یک روستا در صربستان است که در ناحیه برانیچوو واقع شده‌است. بوبوشیناتس ۸۴۴ نفر جمعیت دارد.